# 承德东爪草
承德东爪草（学名：Tillaea mongolica），为景天科东爪草属下的一种。种名mongolica意为蒙古的。 